# Semana do saco cheio
A semana do saco cheio, também conhecida como semana de primavera, é uma semana de recesso estudantil adotada por várias instituições de ensino no Brasil normalmente em novembro, na semana do dia de Finados (2 de novembro).

## História
No Brasil, este costume começou por volta de 1982 e foi uma invenção de estudantes universitários que já estavam cansados nessa época do semestre. O dia 12 de outubro é feriado de Nossa Senhora Aparecida e dia das crianças e logo em seguida vem o dia dos professores, em 15 de outubro. Os estudantes decidiram emendar essas datas e daí surgiu a semana do saco cheio.
Em que pese o senso comum de tratar-se de uma invenção de estudantes universitários, esta semana não é aplicada regularmente em nenhuma faculdade no âmbito nacional brasileiro, razão pela qual a afirmação de sua criação é provavelmente uma falácia histórica.
O início do costume no Brasil descende da semana da batata na Alemanha. Este costume era aplicado em diversos colégios com origem alemã e posteriormente outros colégios no Brasil adotaram a prática.

## Práticas comuns
A maioria das escolas e colégios promove uma viagem para os alunos nessa época de outubro (geralmente a viagem de formatura para estudantes do 9.º ano do E.F. e do 3.º ano do E.M.). Outros alunos a usam para pôr a matéria em dia, ou simplesmente só para o lazer.